# جزیره وج (استرالیای جنوبی)
جزیره وج (به انگلیسی: Wedge Island (South Australia)) یک جزیره در استرالیا است که در Spencer Gulf واقع شده‌است.